# Han Sŏr-ya

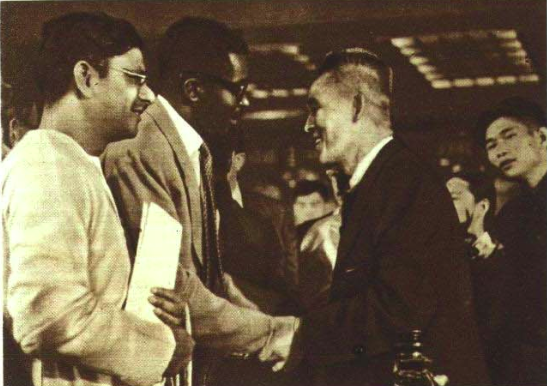

Han Sŏr-ya (* 3. August 1900 in Hamhŭng; † 6. April 1976) war ein nordkoreanischer Schriftsteller.
Han Sŏr-ya, der in der Mandschurei geboren wurde, war bereits in der Zeit der japanischen Kolonialherrschaft, von der sowohl Korea als auch die Mandschurei betroffen waren, als Schriftsteller aktiv. Er war Mitglied der KAPF (Korea artista proleta federatio), einem linksorientierten Schriftstellerverband. Nach der Befreiung Koreas ging er nach Nordkorea, wo er wegen seiner Loyalität zu Kim Il-sung bald zum Vorsitzenden des nordkoreanischen Schriftsteller- und Künstlerverbandes ernannt wurde. In den 1950er Jahren hatten nordkoreanische Schriftsteller die Aufgabe, die Richtlinien des Sozialistischen Realismus in der Literatur umzusetzen. Die Werke von Han erfüllten diese jedoch keineswegs, vielmehr entsprach sein Stil dem der KAPF-Ära, die von Anti-Industrialismus und Anti-Urbanismus geprägt war. Eines seiner bedeutendsten Werke ist die Kurzgeschichte Wölfe bzw. Schakale (kor. 승냥이, Sŭngnyangi), eine von antiamerikanischen Ressentiments dominierte Erzählung, die davon handelt, dass eine US-amerikanische Missionarsfamilie aus Opportunismus und Menschenverachtung ein koreanisches Kind umbringt.
1962 wurde Han Opfer einer Intrige und fiel so in Ungnade. Er musste seine öffentlichen Ämter aufgeben und die Hauptstadt Pjöngjang verlassen. Auch seine Werke wurden aus dem Verkehr gezogen, wobei man sich auf Grund seines Anteils an dem Personenkult um Kim Il-sung große Mühe gab, Aufsehen zu vermeiden. 1969 wurde er allerdings sowohl politisch als auch literarisch rehabilitiert und erschien sogar noch einmal auf der Mitgliedsliste des Zentralkomitees. Han liegt auf dem Nationalen Heldenfriedhof in Pjöngjang begraben.